# Izbica Kujawska
Izbica Kujawska este un oraș în Polonia.

## Legături externe
- Site oficial